# Thiergeville
Thiergeville est une commune française située dans le département de la Seine-Maritime, en Normandie.

## Géographie
| Colleville      |                  | Valmont      |
| Toussaint       | Thiergeville     |              |
| Bec-de-Mortagne | Daubeuf-Serville | Thiétreville |

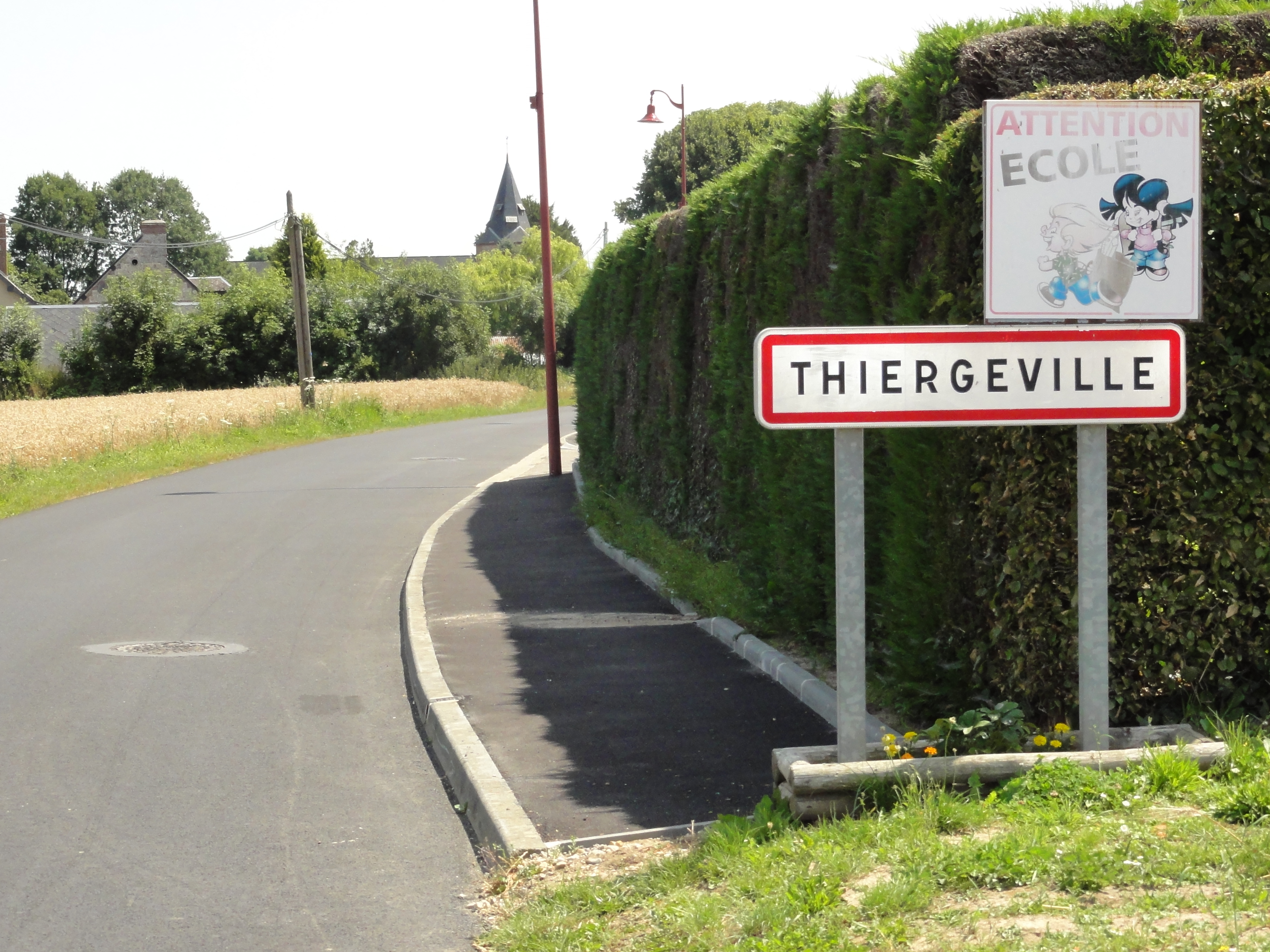
Entrée de Thiergeville.
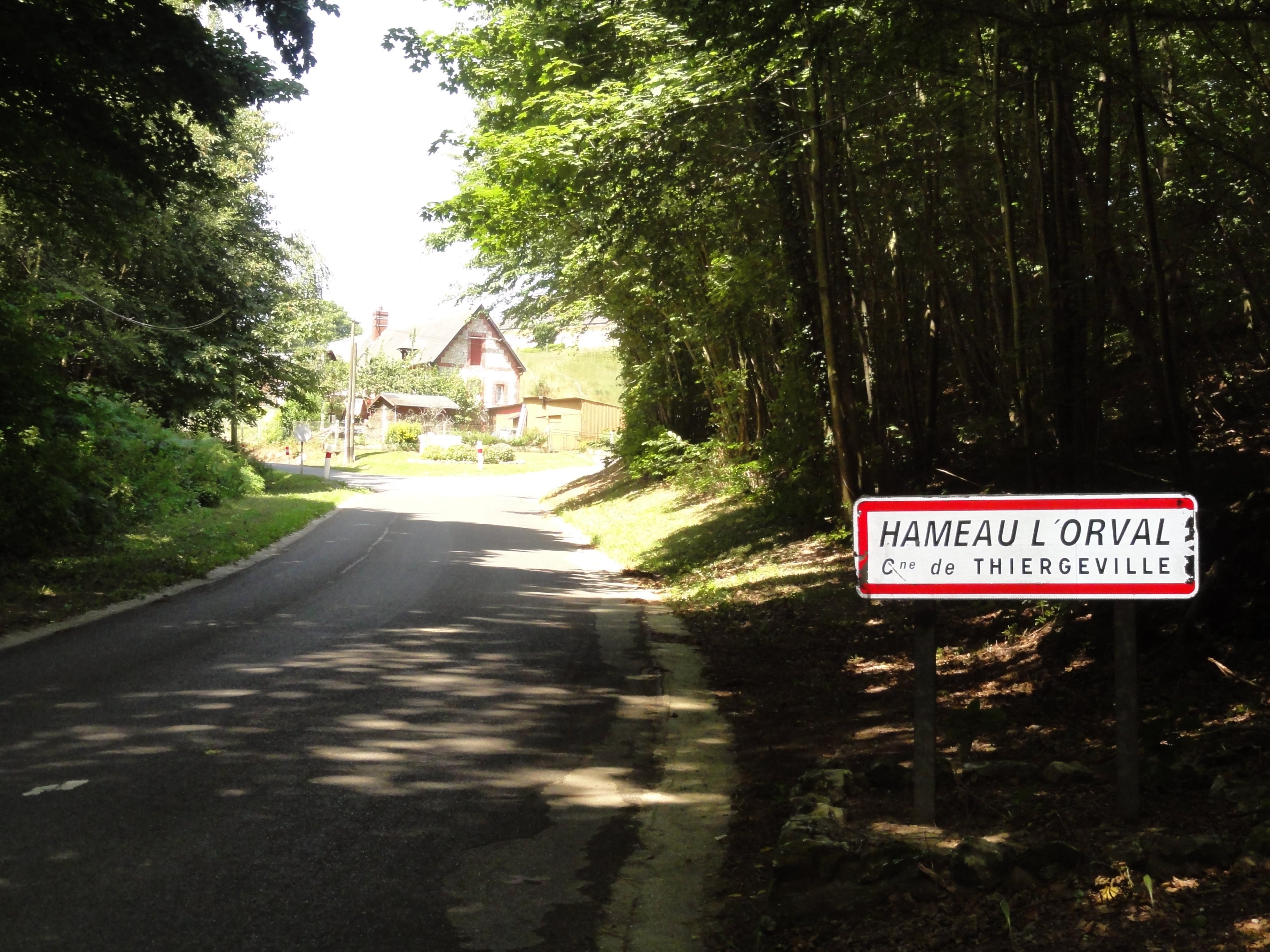
Entrée du hameau d'Orval.

Hameaux et lieux-dits :
- Le Fils,
- Fiquainville,
- Gruville,
- La Longuerie,
- Orval.

### Hydrographie
La commune est située dans le bassin Seine-Normandie. Elle n'est drainée par aucun cours d'eau,. Néanmoins deux plans d'eau sont présents sur le territoire communal : la Grande Mare (0,09 ha) et le Marquet (0,05 ha),.

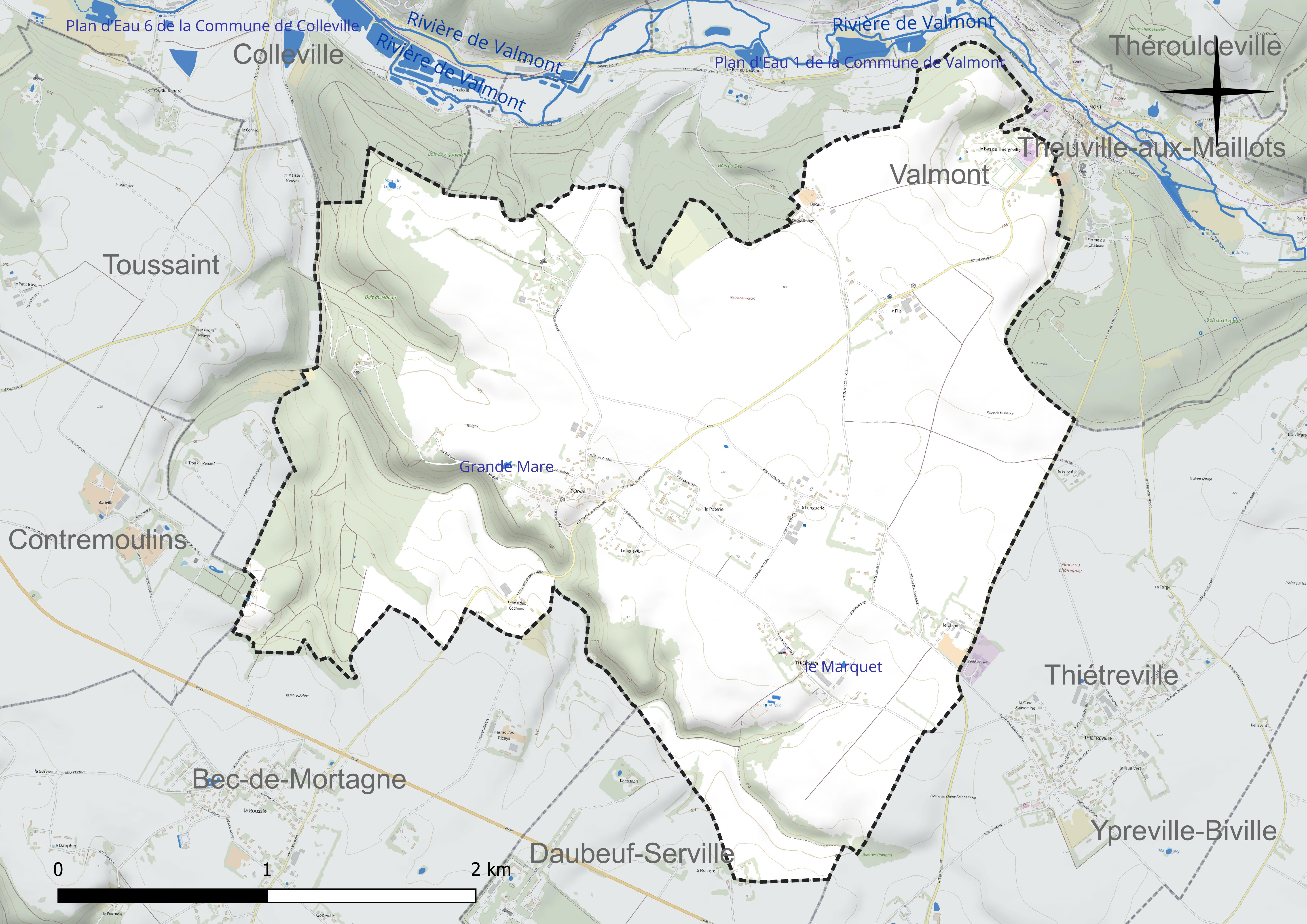
Réseau hydrographique de Thiergeville.

### Climat
Pour des articles plus généraux, voir Climat de la Normandie et Climat de la Seine-Maritime.
En 2010, le climat de la commune est de type climat océanique franc, selon une étude du CNRS s'appuyant sur une série de données couvrant la période 1971-2000. En 2020, Météo-France publie une typologie des climats de la France métropolitaine dans laquelle la commune est exposée à un climat océanique et est dans la région climatique  Côtes de la Manche orientale, caractérisée par un faible ensoleillement (1 550 h/an) ; forte humidité de l’air (plus de 20 h/jour avec humidité relative > 80 % en hiver), vents forts fréquents. Parallèlement le GIEC normand, un groupe régional d’experts sur le climat, différencie quant à lui, dans une étude de 2020, trois grands types de climats pour la région Normandie, nuancés à une échelle plus fine par les facteurs géographiques locaux. La commune est, selon ce zonage, exposée à un « climat maritime », correspondant au Pays de Caux, frais, humide et pluvieux, légèrement plus frais que dans le Cotentin.
Pour la période 1971-2000, la température annuelle moyenne est de 10,5 °C, avec une amplitude thermique annuelle de 13,8 °C. Le cumul annuel moyen de précipitations est de 890 mm, avec 13,1 jours de précipitations en janvier et 8,7 jours en juillet. Pour la période 1991-2020, la température moyenne annuelle observée sur la station météorologique la plus proche, située sur la commune d'Ectot-lès-Baons à 24 km à vol d'oiseau, est de 10,8 °C et le cumul annuel moyen de précipitations est de 905,5 mm,. Pour l'avenir, les paramètres climatiques de la commune estimés pour 2050 selon différents scénarios d’émission de gaz à effet de serre sont consultables sur un site dédié publié par Météo-France en novembre 2022.

## Urbanisme

### Typologie
Au 1er janvier 2024, Thiergeville est catégorisée commune rurale à habitat dispersé, selon la nouvelle grille communale de densité à sept niveaux définie par l'Insee en 2022.
Elle est située hors unité urbaine. Par ailleurs la commune fait partie de l'aire d'attraction de Fécamp, dont elle est une commune de la couronne,. Cette aire, qui regroupe 26 communes, est catégorisée dans les aires de moins de 50 000 habitants,.

### Occupation des sols
L'occupation des sols de la commune, telle qu'elle ressort de la base de données européenne d’occupation biophysique des sols Corine Land Cover (CLC), est marquée par l'importance des territoires agricoles (81,6 % en 2018), une proportion sensiblement équivalente à celle de 1990 (81,3 %). La répartition détaillée en 2018 est la suivante : 
terres arables (62 %), prairies (19,6 %), forêts (17,5 %), zones urbanisées (0,9 %). L'évolution de l’occupation des sols de la commune et de ses infrastructures peut être observée sur les différentes représentations cartographiques du territoire : la carte de Cassini (XVIIIe siècle), la carte d'état-major (1820-1866) et les cartes ou photos aériennes de l'IGN pour la période actuelle (1950 à aujourd'hui).

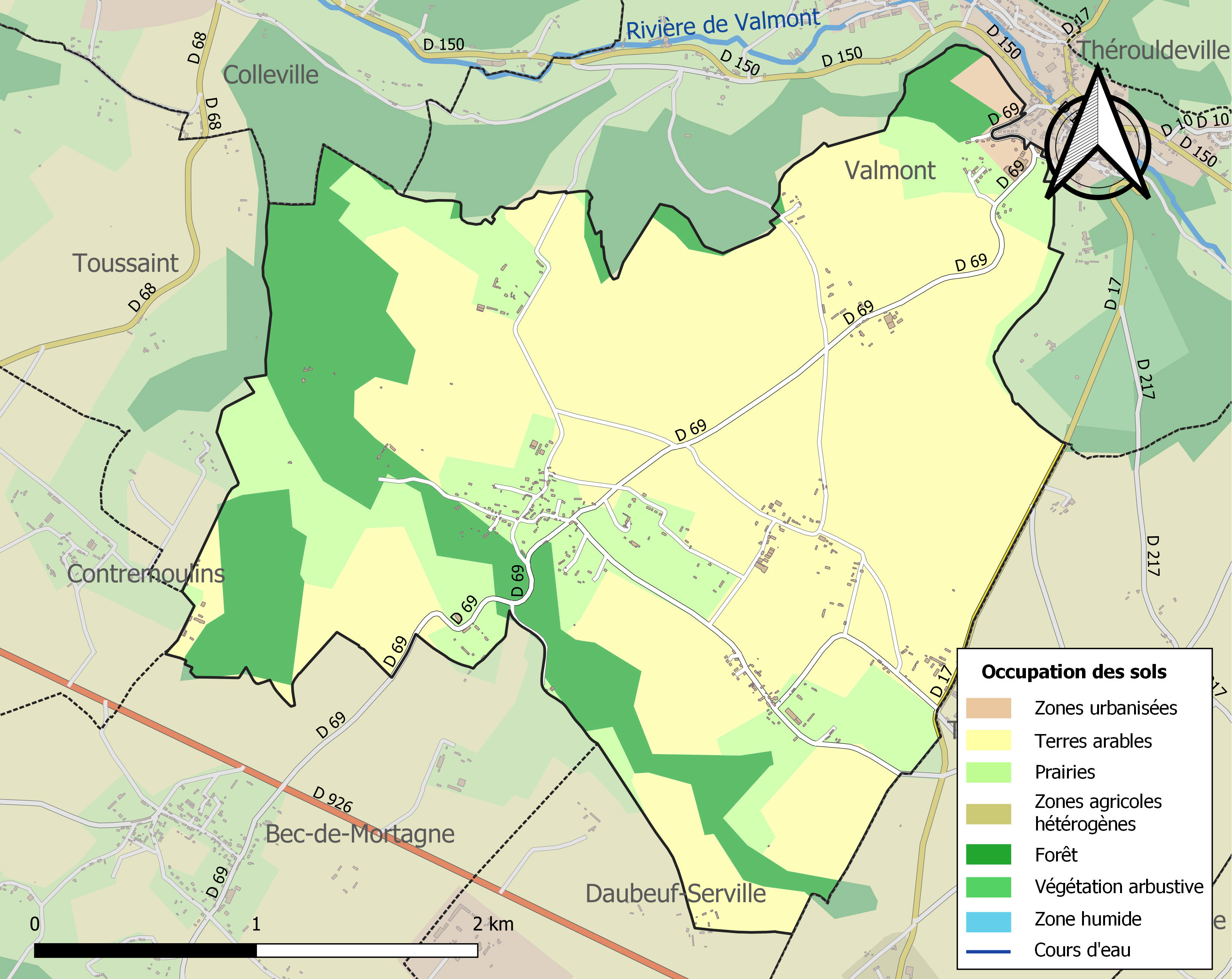
Carte des infrastructures et de l'occupation des sols de la commune en 2018 (CLC).

## Toponymie
Le nom de la localité est attesté sous les formes Ecclesiam de Tegervilla (sans date), Ecclesiam de Tigerevilla (sans date), Apud Tegervillam (sans date), Ecclesia Sancti Martini de Tigervilla entre 1185 et 1207, Apud Tirgevillam in Caleto en 1221, Tirgevilla en 1246, Tegiervilla en 1252, Tigervilla en 1257 et 1262, Saint Martin de Tégierville en 1262, Parrochia de Sancto Martino de Tyrgevilla en 1277, Saint Martin de Tirgeville en 1279, Parrochia Sancti Martini de Tergevilla en 1279 et 1283, In Tyergevilla en 1280, 1283, 1303 et 1311, In parr. Sancti Martini de Tiergevilla en 1281, Tigervilla en 1337, Tiergeville en 1319, 1398, 1403, 1459 et 1465, Tiegeville en 1474, Thiergeville en 1715.

## Histoire
Entre 1921 et 1927, la ferme modèle de Gruville (anciennement Greuville) a été le lieu de la première expérimentation de prophylaxie de la tuberculose bovine par le vaccin BCG, dans une exploitation agricole.
Au lendemain de la Première Guerre mondiale, les professeurs Calmette et Guérin ne pouvant réaliser cette expérience, faute de moyens financiers, la ferme modèle de Gruville mit à leur disposition son troupeau d'une soixantaine de bovins.
À partir du 1er janvier 1921, sous la direction du Pr Guérin, avec la collaboration du Dr Richart, vétérinaire départemental et du Dr Boissière, vétérinaire à Valmont, des essais de vaccination à grande échelle et de longue durée, sur un cheptel victime d'une épizootie de tuberculose, a permis de résoudre le problème suivant : « Dans une exploitation infectée de tuberculose, sans changer quoi que ce soit au mode d'existence ni à l’habitat des animaux, sans modifier les méthodes usuelles d'élevage des jeunes, est-il possible, par le jeu normal des naissances, en vaccinant les nouveau-nés dans les quinze premiers jours de leur vie, et en les revaccinant chaque année, de purger de tuberculose cette exploitation dans un délai de cinq ans ? »,,

## Politique et administration
| Période                                  | Période                    | Identité           | Étiquette | Qualité |
| ---------------------------------------- | -------------------------- | ------------------ | --------- | ------- |
|                                          | 1895                       | Edmond Masson      |           |         |
| Les données manquantes sont à compléter. |                            |                    |           |         |
| mars 2001                                | mai 2020                   | M. Claude Lefebvre |           |         |
| mai 2020,                                | En cours (au 10 août 2020) | Philippe Durand    |           |         |

## Démographie
L'évolution du nombre d'habitants est connue à travers les recensements de la population effectués dans la commune depuis 1793. Pour les communes de moins de 10 000 habitants, une enquête de recensement portant sur toute la population est réalisée tous les cinq ans, les populations de référence des années intermédiaires étant quant à elles estimées par interpolation ou extrapolation. Pour la commune, le premier recensement exhaustif entrant dans le cadre du nouveau dispositif a été réalisé en 2006.

En 2022, la commune comptait 398 habitants, en évolution de −3,4 % par rapport à 2016 (Seine-Maritime : +0,35 %, France hors Mayotte : +2,11 %).
| 1793 | 1800 | 1806 | 1821 | 1831 | 1836 | 1841 | 1846 | 1851 |
| ---- | ---- | ---- | ---- | ---- | ---- | ---- | ---- | ---- |
| 568  | 638  | 670  | 718  | 666  | 652  | 661  | 631  | 635  |

| 1856 | 1861 | 1866 | 1872 | 1876 | 1881 | 1886 | 1891 | 1896 |
| ---- | ---- | ---- | ---- | ---- | ---- | ---- | ---- | ---- |
| 624  | 650  | 692  | 700  | 705  | 618  | 605  | 613  | 602  |

| 1901 | 1906 | 1911 | 1921 | 1926 | 1931 | 1936 | 1946 | 1954 |
| ---- | ---- | ---- | ---- | ---- | ---- | ---- | ---- | ---- |
| 546  | 509  | 510  | 406  | 411  | 389  | 381  | 359  | 344  |

| 1962 | 1968 | 1975 | 1982 | 1990 | 1999 | 2006 | 2011 | 2016 |
| ---- | ---- | ---- | ---- | ---- | ---- | ---- | ---- | ---- |
| 310  | 308  | 272  | 257  | 279  | 293  | 336  | 391  | 412  |

| 2021 | 2022 | - | - | - | - | - | - | - |
| ---- | ---- | - | - | - | - | - | - | - |
| 399  | 398  | - | - | - | - | - | - | - |

## Économie

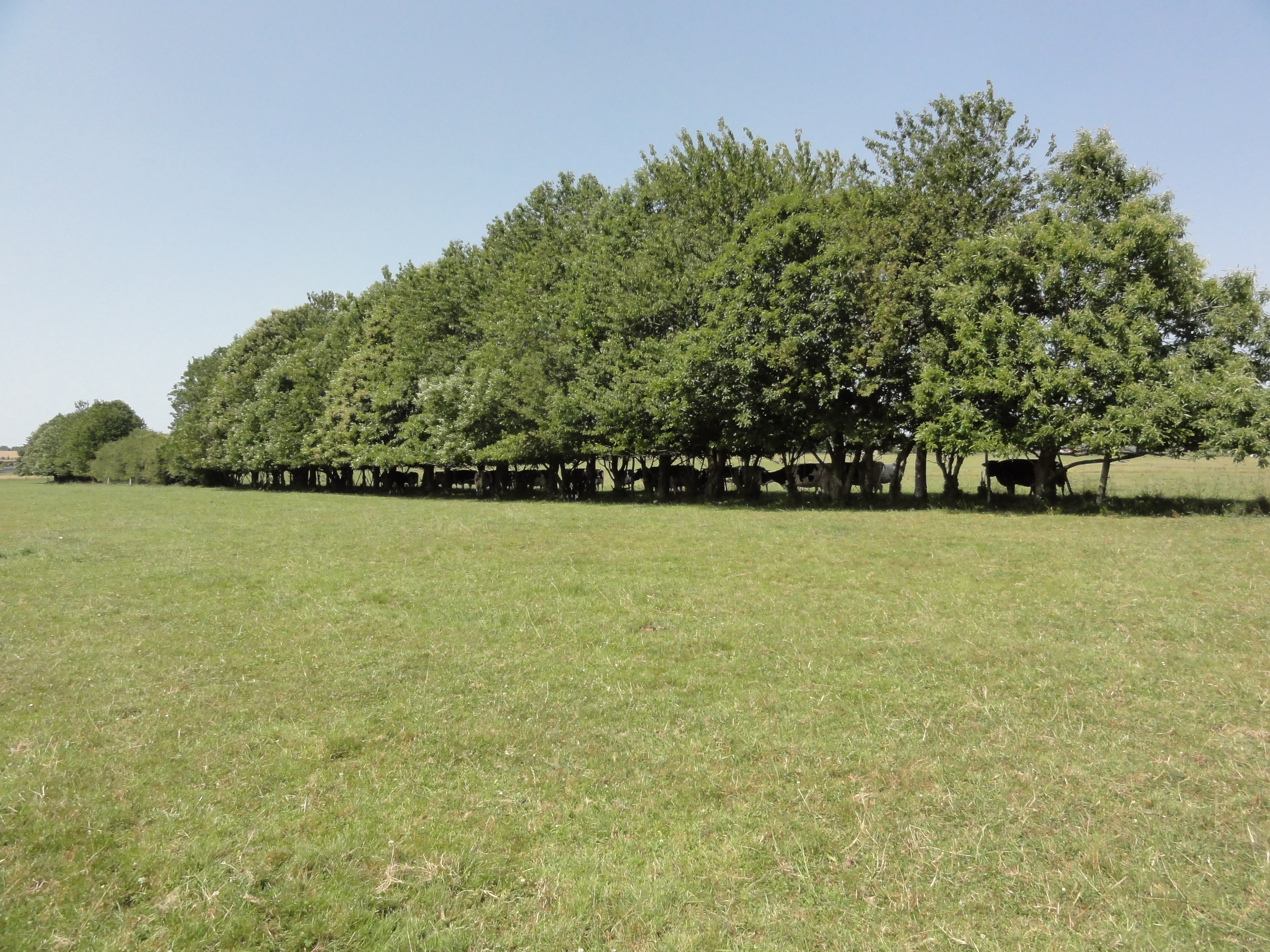
Vaches s'abritant du soleil.

Village agricole.

## Culture locale et patrimoine

### Lieux et monuments
- L'église Saint-Martin du XVIIIe siècle.
- Le monument aux morts (1920).
- Château de Fiquainville du XVIIIe siècle.
- Château de Gruville[31], bâti par Camille Albert pour le compte d'Alexandre Le Grand (négociant).
- La grotte.

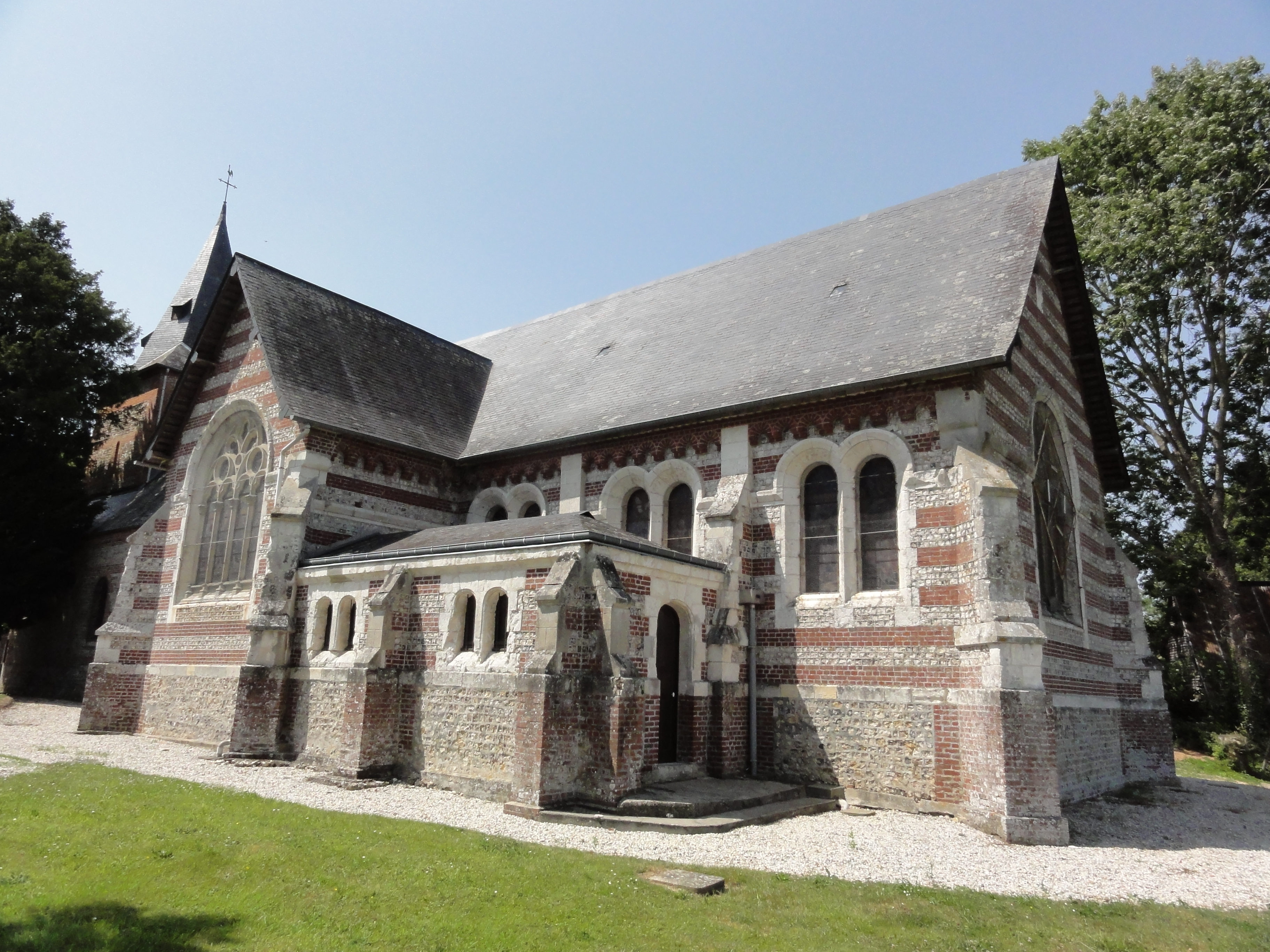
Église Saint-Martin.
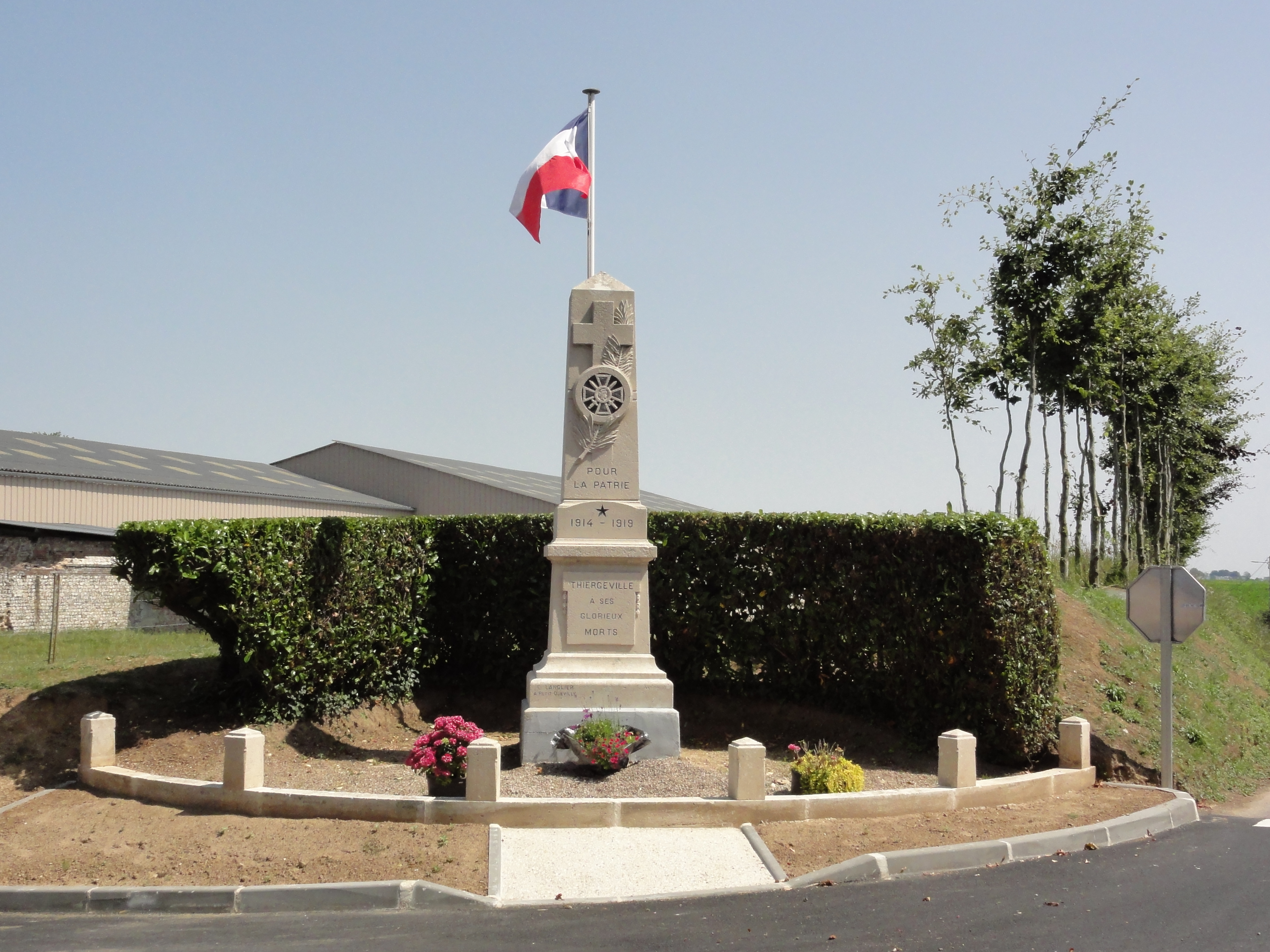
Monument aux morts.
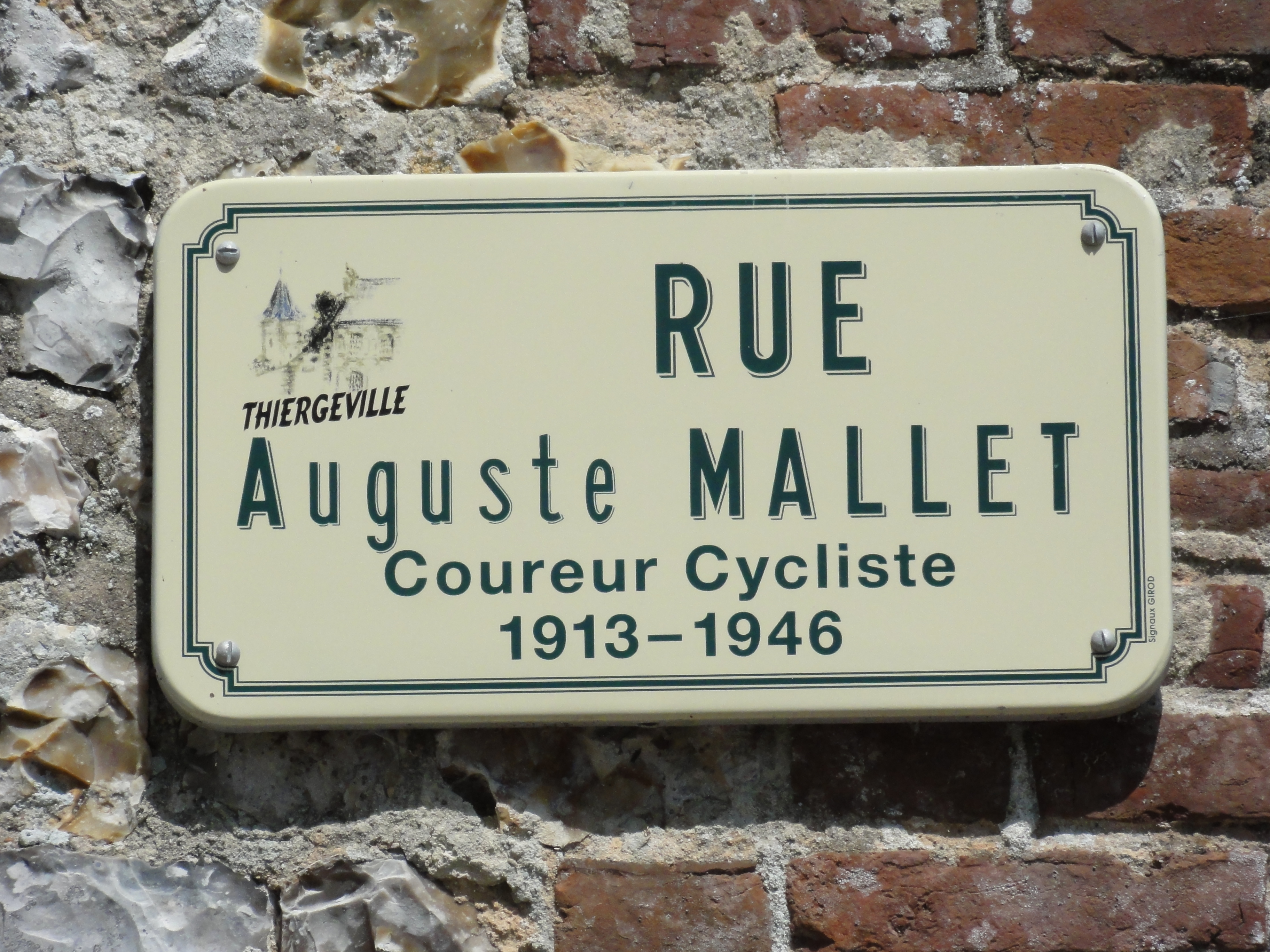
Plaque de la rue Auguste Mallet.

### Personnalités liées à la commune
- Le naturaliste Georges Cuvier fut précepteur de la famille d'Héricy habitant le Château de Fiquainville du XVIIIe siècle.
- Auguste Mallet (1913-1946), cycliste professionnel, enfant du pays.

### Héraldique
| Blason de Thiergeville | Blason  | Tiercé en pairle renversé : au 1er de gueules à deux léopards d'or, armés et lampassés d'azur, l'un au-dessus de l'autre, au 2e d'or à un manteau de gueules posé sur le fil d'une épée basse d'argent, au 3e de sinople à une gerbe d'or à dextre, à un rencontre de vache d'argent à senestre, surmontés d'une ammonite du même. |
| Blason de Thiergeville | Détails | Les deux léopards d'or sur champ de gueules rappellent les armes de la Normandie. |

## Pour approfondir